# 樹花凜
七咲楓花（日语：ななさき ふうか；1988年07月15日—），日本AV女優，拍攝過許多綁縛系作品。2009年-2011年擔任Dogma專屬女優。後自行監督作品“楓花がホントにしたい事 七咲楓花《初》監督作品”。曾舉辦緊縛攝影會。2013年更换艺名為樹花凜。

## 作品

### 電影
- 完全飼育 サイコ（2012/04/27）